# Mogens Palle
Mogens Palle (født 14. marts 1934, død 27. august 2022) var en dansk boksepromotor og manager.
Mogens Palle begyndte som promotor sammen med sin far, Thorkild Palle. De arrangerede deres første professionelle boksestævne den 7. november 1957 i KB Hallen i København, da Mogens Palle blot var 23 år. Siden arrangerede Mogens Palle et utal af boksestævner.
I 1999 overlod Mogens Palle promotorvirksomheden til sin datter, Bettina Palle (født 15. december 1964), men han fortsatte aktivt som matchmaker til han var midt i 80’erne.
Den 11. december 2007 blev Mogens Palle med virkning fra 2008 inkluderet i International Boxing Hall of Fame som anerkendelse af hans mangeårige virke i dansk og international boksning.
Gennem mere end 60 år som boksearrangør skabte Mogens Palle tre verdensmestre i de store og anerkendte forbund: Ayub Kalule, Johnny Bredahl og Mikkel Kessler. Desuden vandt Gert Bo Jacobsen, Jimmi Bredahl og Magne Havnå VM-titlen hos World Boxing Organization, der betragtes som det fjerdemest anerkendte forbund.

## Udvalgte boksere
| År        | Bokser            | Vægtklasse               | Titler                                                                                                   |
| --------- | ----------------- | ------------------------ | --- |
| 1964-1971 | Børge Krogh       | Letvægt                  | • EBU (Europa)                                                                                           |
| 1966-1974 | Tom Bogs          | Mellemvægt               | • 2 x EBU (Europa)                                                                                       |
| 1969-1982 | Jørgen Hansen     | Weltervægt               | • 3 x EBU (Europa)                                                                                       |
| 1976-1986 | Ayub Kalule       | Let mellemvægt           | • WBA • EBU (Europa)                                                                                     |
| 1976-1982 | Hans Henrik Palm  | Weltervægt               | • EBU (Europa)                                                                                           |
| 1980-1986 | Steffen Tangstad  | Sværvægt                 | • 2 x EBU (Europa)                                                                                       |
| 1982-1990 | Anders Eklund     | Sværvægt                 | • 2 x EBU (Europa)                                                                                       |
| 1982-1995 | Gert Bo Jacobsen  | Weltervægt               | • EBU (Europa)                                                                                           |
| 1986-1992 | Eyup Can          | Fluevægt                 | • EBU (Europa)                                                                                           |
| 1986-1994 | Racheed Lawal     | Superfjervægt og letvægt | • 2 x EBU (Europa)                                                                                       |
| 1988-2006 | Johnny Bredahl    | Bantamvægt               | • 3 x EBU (Europa) • WBO • 2 x IBO • WBU • IBC • WBA • 2 x WBA Inter-Continental • WBO Inter-Continental |
| 1989-1996 | Jimmi Bredahl     | Fjervægt                 | • EBU (Europa) • WBO                                                                                     |
| 1992-1998 | Søren Søndergaard | Let weltervægt           | • EBU (Europa) • IBC                                                                                     |
| 1992-2002 | Brian Nielsen     | Sværvægt                 | • IBO • IBC                                                                                              |
| 1993-2003 | Mads Larsen       | Super-mellemvægt         | • IBO • WBF • EBU (Europa)                                                                               |
| 1994-2000 | Jesper D. Jensen  | Fluevægt                 | • EBU (Europa) • IBC                                                                                     |
| 1997-2006 | Rudy Markussen    | Super-mellemvægt         | • EBU (Europa)                                                                                           |
| 1998-2007 | Thomas Damgaard   | Weltervægt               | • 2 x EBU (Europa) • IBC • WBA Inter-Continental                                                         |
| 1998-2009 | Mikkel Kessler    | Super-mellemvægt         | • IBA • WBC International • 2 x WBA (Super) • WBC                                                        |